# スクラッチ・アシッド
スクラッチ・アシッド(Scratch Acid)は、アメリカのポスト・ハードコアバンド。1982年、テキサス州オースティンで結成。

## 概要
1984年にセルフタイトルEP、『Scratch Acid』でデビュー。2年後の1986年に唯一のスタジオ・アルバム『Just Keep Eating』、2ndEP『Berserker』をリリース後に解散。解散後の1991年、それまでの全ての音源と未発表デモ曲「The Scale Song」を収録したコンピレーション・アルバム、『The Greatest Gift』がリリースされた。

### 解散後、再結成
ボーカルのヨウとベーシストのシムスはジーザス・リザードを結成し活動。ギタリストのブラッドフォードはGreat Caesar's GhostやSangre De Toroといったバンドのメンバーとして活動。ドラマーのウォッシャムはシムス（ジーザス・リザードと掛け持ち）と元ビッグ・ブラックのスティーヴ・アルビニと共にレイプマンを結成した。
2006年にバンドはオリジナルメンバーで再結成し、地元のオースティンの「Emo's Noghtclub」、シカゴのタッチ・アンド・ゴー・レコーズ25周年記念式典、シアトルのショーボックス・シアターに出演し演奏。2012年にも再結成しオール・トゥモローズ・パーティーズにて演奏した。

## メンバー
- デヴィッド・ヨウ（David Yow） - ボーカル
- ブレット・ブラッドフォード（Brett Bradford） - ギター
- デヴィッド・ウィリアム・シムス（David Wm. Sims） - ベースギター
- レイ・ウォッシャム（Rey Washam） - ドラムス

## 作品

### アルバム
- Just Keep Eating （1988年）
- The Greatest Gift （1991年）

### EP
- Scratch Acid （1984年）
- Berserker （1986年）